# ويليام ديكي
ويليام ديكي (بالإنجليزية: William Dickey)‏ هو كاتب ومؤلف وأستاذ جامعي وشاعر أمريكي، ولد في 15 ديسمبر 1928 في مدينة بيلينغام في الولايات المتحدة، وتوفي في 3 مايو 1994.